# Johanna Bundi Ryser
Johanna Bundi Ryser (* 1963) aus Sumvitg im Kanton Graubünden ist eine Schweizer Polizistin und Präsidentin des Verbands Schweizerischer Polizeibeamter (VSPB). Sie ist die erste Frau in dieser Position und vertritt die Interessen von über 26'000 Polizei-Beamten in der Schweiz.

## Herkunft und Karriere
Bundi Ryser wuchs als eines von sieben Kindern in Sumvitg auf. Nach einer Lehre als Pflegefachfrau absolvierte sie die Polizeischule und arbeitete als Polizistin in Graubünden. 2006 wurde Bundi Ryser Mitglied der Geschäftsleitung des VSPB, ab 2012 war sie dessen Vizepräsidentin. Im Juni 2016 wurde sie zu dessen Präsidentin gewählt. Ein wichtiges Anliegen ist für sie die zunehmende Gewalt gegen Polizisten. Sie fordert härtere Strafen für die Täter und ein grösseres Engagement des Bundesrates in der Sache.
Bundi Ryser ist verheiratet und Mutter eines Sohnes. Sie kandidierte 2010 auf der Liste der SVP für den Grossen Rat des Kantons Berns.